# Marvel's Agent Carter
Marvel's Agent Carter, o simplement Agent Carter, és una sèrie de televisió nord-americana creada per a ABC per Christopher Markus i Stephen McFeely, que presenta el personatge de Marvel Comics Peggy Carter. Hi continua el seu paper de la pel·lícula de 2011 Captain America: The First Avenger i el curtmetratge Marvel One-Shot de 2013 Agent Carter. Està ambientat al Marvel Cinematic Universe (MCU) i comparteix continuïtat amb les pel·lícules de la franquícia i altres sèries de televisió. La sèrie va ser produïda per ABC Studios, Marvel Television i F&B Fazekas & Butters, amb Tara Butters, Michele Fazekas i Chris Dingess com a show runners.
Hayley Atwell reprèn el seu paper de Carter de la sèrie de pel·lícules i One-Shot. A la sèrie, Carter ha d'equilibrar la vida com a agent secret amb la d'una dona soltera als Estats Units dels anys quaranta. El desenvolupament d'una sèrie inspirada en el curtmetratge s'havia iniciat el setembre del 2013, i la participació d'Atwell es va confirmar el gener del 2014. Aquell maig, ABC va ordenar el programa directament a la sèrie, amb James D'Arcy, Txad Michael Murray i Enver Gjokaj protagonitzant al costat d'Atwell; Shea Whigham s'hi uneix la primera temporada. La sèrie introdueix els orígens de diversos personatges i històries de les pel·lícules MCU, mentre que també apareixen altres personatges de les pel·lícules.
La primera temporada, que consta de vuit episodis, es va emetre originalment del 6 de gener al 24 de febrer de 2015, mentre que la segona temporada, formada per 10 episodis, es va emetre originalment del 19 de gener a l'1 de març del 2016. Les dues temporades van aparèixer durant els salts de mitja temporada dels Marvel's Agents of SHIELD. Malgrat una resposta crítica positiva, el públic va caure constantment i el 12 de maig de 2016, ABC va cancel·lar Agent Carter.

## Premissa
La primera temporada té lloc el 1946, i Peggy Carter ha d'equilibrar la feina d'oficina de rutina que fa a la Reserva Científica Estratègica (SSR) de la ciutat de Nova York amb l'assistència secreta a Howard Stark, que es troba acusat de subministrar armes mortals als enemics de la Estats Units. Carter està ajudada pel majordom de Stark, Edwin Jarvis, per trobar els responsables i disposar de les armes. A la segona temporada, Carter es trasllada de Nova York a Los Angeles per fer front a les amenaces de la nova era atòmica per part de l' Imperi Secret després de la Segona Guerra Mundial, guanyant nous amics, una nova llar i un possible nou interès amorós.

## Repartiment i personatges
- Hayley Atwell com Peggy Carter: 
Una agent de SSR inicialment dedicada a tasques administratives.[1] Butters va dir que el «superpoder de Carter és el fet que altres persones la subestimen. I sovint utilitza això per al seu avantatge».[5] Sobre la influència que aparentment té la mort de Steve Rogers sobre Carter, Atwell va explicar que «ell va ser la persona més gran que va conèixer, fins i tot abans que prengués el sèrum i es convertís en el Capità Amèrica. Coneixia el seu personatge i veia en ell un esperit afable. Així que crec que està de dol per la seva pèrdua, però també està decidida a assegurar-se que la seva obra no sigui en va. Això li dona una gran determinació de seguir endavant, malgrat els obstacles que troba.»[6] Gabriella Graves interpreta una jove Carter.[7]
- James D'Arcy com a Edwin Jarvis: 
El majordom de Howard Stark i aliat de Carter,[8] que finalment serà tutor de Tony Stark i inspirant la seva intel·ligència artificial J.A.R.V.I.S.[9] Atwell es va referir a la relació de Carter amb Jarvis com a «alleujament còmic» de la sèrie i va dir que «necessita algú que estigui en contacte amb Howard per ajudar-lo a executar aquesta missió [, i] que tenen aquest rebombori molt enginyós». Fazekas va explicar que part de la persona del personatge «prové dels còmics i part que nosaltres mateixos hem desenvolupat. Una part està influenciada pel mateix James D'Arcy i els seus punts forts.»[10] D'Arcy estava inicialment nerviós per interpretar el costat còmic de Jarvis, donada la seva història de «jugar amb psicòpates predominantment».[11] No va estudiar la interpretació de Paul Bettany com J.A.R.V.I.S. quan preparava al personatge.[12] D'Arcy va tornar a repetir el seu paper a la pel·lícula de 2019 Avengers: Endgame.[13]
- Chad Michael Murray com Jack Thompson: 
Un veterà de guerra i agent de la SSR,[14] descrit com un xovinista de «puny al pit».[15] Murray va comparar el personatge amb Indiana Jones, i va afirmar que «treballa per convertir-se en el cap de la SSR. El seu objectiu a la vida és ser genial en la seva feina. De manera que té un xip gran a l'espatlla, cosa que li dona actitud». Murray també va assenyalar que, a diferència del seu personatge de One Tree Hill, Thompson no serveix de la «brúixola moral", la qual cosa significava que no estaria «confinat a una caixa» i que, en canvi, se li permetria «reproduir les coses realment i fer el què és inesperat».[16] Per a la segona temporada, Thompson és cap de la oficina de RSR de la Costa Est.[4]
- Enver Gjokaj com Daniel Sousa: 
Un veterà de guerra que és un agent de la SSR i pateix prejudicis a causa de la seva cama paralitzada.[17] «Accepta la seva lesió, accepta el seu estat compromès en la societat... Peggy diu: «Oblideu-ho. Sóc Peggy Carter. Faré una altra cosa. Crec que aquesta és la diferència entre ambdós.»[18] Tenint en compte una relació potencialment romàntica entre Sousa i Carter, Gjokaj va dir: «Crec que definitivament hi ha una situació en què... si no hagués sortit amb el Capità Amèrica, podria demanar-li una copa. És com si la seva nova xicota es fes amb Ryan Gosling. Et farà suar una mica.»[19] Per a la segona temporada, Sousa és cap de la oficina de RSR de Costa Oest.
- Shea Whigham com a Roger Dooley: 
El cap de la SSR que supervisa els agents Carter, Thompson i Sousa,[20] fins que mor per salvar els seus companys agents de la SSR al final de la primera temporada.[21] Whigham creu que, a diferència de molts dels altres agents, Dooley respecta Carter, dient que «crec que li agrada. Crec que es preocupa profundament. No estic segur que sempre pugui demostrar-ho ... es tracta de coses que el mantenen a la nit, així com dels altres nois quan els envio a les missions.»[22] El personatge sempre va estar pensat per morir durant el penúltim episodi de la primera temporada, per ajudar a crear interés per la sèrie, ja que «tothom sap que Peggy sobreviu", de manera que des del principi Whigham només va ser contractat per als set episodis necessaris.[23]

## Episodis
| Temporada | Temporada | Episodis | Estrena             | Final                |
| --------- | --------- | -------- | ------------------- | -------------------- |
|           | 1         | 8        | 6 de gener de 2015  | 24 de febrer de 2015 |
|           | 2         | 10       | 19 de gener de 2016 | 1 de març de 2016    |

## Producció

### Desenvolupament
Louis D'Esposito va presentar inicialment al juliol de 2013 d'una sèrie potencial de Carter, després de la projecció del seu agent Carter One-Shot a la San Diego Comic-Con. Al setembre, Marvel Television estava desenvolupant una sèrie inspirada en el curtmetratge, amb Peggy Carter, i buscava un escriptor per a la sèrie. El gener de 2014, el president del grup ABC Entertainment, Paul Lee, va confirmar que el programa estava en desenvolupament i va revelar que Tara Butters i Michele Fazekas actuarien com a showrunners de la sèrie. Chris Dingess també va fer de showrunner. Al març del 2014, Christopher Markus i Stephen McFeely, escriptors de les pel·lícules Captain America, van declarar que preveien la sèrie, que encara no havia rebut la llum verda, com una sèrie limitada d'aproximadament 13 episodis. A l'abril de 2014, hi havia indicis que la sèrie seria ordenada directament, passant per alt una ordre de pilot i que passaria entre finals del 2014 i principis del 2015 de les parts d' Agents de SHIELD, si aquesta sèrie obtindria una segona renovació de la temporada. El 8 de maig de 2014, ABC va ordenar oficialment la sèrie per a vuit episodis, amb productors executius Butters, Fazekas, Markus, McFeely, Dingess, Kevin Feige, Louis D'Esposito, Alan Fine, Joe Quesada, Stan Lee, i Jeph Loeb. La sèrie es va renovar per una segona temporada el 7 de maig de 2015, de 10 episodis.

### Escriptura
Markus i McFeely van declarar al març de 2014 que la sèrie es fixaria inicialment el 1946, que es produiria a la meitat de la línia de temps establerta en el One-Shot i que se centrarà en un cas per a Carter. Les temporades addicionals avançarien un any i examinarien un cas nou. Tot i treballar a Captain America: Civil War al mateix temps, Markus i McFeely es van mantenir involucrats amb la sèrie després d'escriure el primer guió. Quan els showrunners es van unir a la sèrie, van continuar en un «mini-camp» amb Markus i McFeely per desenvolupar la sèrie a partir d'un guió pilot escrit per la parella. Es van veure amb diverses influències fora de Marvel en el desenvolupament de la sèrie, inclosos A la recerca de l'arca perduda, L.A. Confidential, i les obres de l'autor James Ellroy. Després de desviar-se dels còmics, Fazekas va dir, per exemple, «si fem servir un personatge menor o un dolent d'un còmic antic, no hem de complir amb el qual era aquell personatge en aquest còmic el 1945. Com que hi ha tantes iteracions d'un personatge específic, no podeu ser fidels a cada un.» ABC va demanar als productors que la sèrie no seguís un model «Gadget of the Week o Bad Guy of the Week» (invent de la setmana o malvat de la setmana), i que se centressin en explicar la història de Carter equilibrant la seva vida personal i professional. Fazekas va anomenar aquest «such a nice change» (canvi tan bonic) respecte a la seva experiència televisiva anterior, i el grup es va sentir lliure de deixar anar idees de tota la història a favor de centrar-se en la història central de la sèrie.
En els períodes que la sèrie podia explorar potencialment després de la primera temporada donat el paper de Carter a Captain America: The Winter Soldier, Atwell va dir: «Crec que el gran fet que ja l'he interpretat al final de la seva vida significa que ho sabem... [Ara] tenim una oportunitat, si l'espectacle s'endinsa en la segona i tercera, la quarta i la cinquena [temporades], sabem que podem explorar tots aquests aspectes del seu personatge perquè sabem que viu una vida tan llarga i que ha tingut una vida complerta. Crec que el que començarà a passar a la primera temporada és que es plantaran llavors del que passarà a la seva vida personal, i no deixa d'estar obert a la possibilitat que nous homes entrin a la seva vida, aprofundint en les relacions amb els homes que descobrim a la primera temporada. Òbviament, l'època és 1946, però a la segona, tercera, quarta, cinquena temporada, si es continua, podem explorar períodes diferents. Podem explorar fins als darrers anys quaranta, principis dels anys cinquanta, anys seixanta, setanta, vuitanta, fins a l'actualitat, de manera que és molt emocionant per això». Tot i això, Butters va aclarir que les temporades futures es mantindrien en el mateix període, possiblement canviaria la ubicació a un lloc com Hollywood o Europa, per mantenir-se en un entorn pre-SHIELD i evitar competir amb els agents de SHIELD. Va ser el cas de la segona temporada, que va traslladar la sèrie a 1947 a Los Angeles.

### Casting
Atwell, que va interpretar Carter a Captain America: The First Avenger, Captain America: The Winter Soldier i el curtmetratge Agent Carter, va manifestar interès per tornar com a personatge a l'octubre de 2013, abans que Lee confirmés la seva participació el gener de 2014. Aquell agost, el Txad Michael Murray i Enver Gjokaj van ser escollits com a agents de SSR Jack Thompson i Daniel Sousa, respectivament, mentre que James D'Arcy va ser anunciat el mes següent com a Edwin Jarvis, el personatge que acabaria inspirant l'artificial. Intel·ligència JARVIS de les pel·lícules MCU. Shea Whigham també va ser escollit, com el cap de SSR, Roger Dooley. Atwell, D'Arcy, Gjokaj i Murray van tornar per la segona temporada.

### Disseny

#### Vestuari
La dissenyadora de vestuari de la sèrie és Giovanna Ottobre-Melton, que es va sentir còmoda amb el període de la sèrie després de passar mesos investigant estils nord-americans a la dècada de 1940 per a la sèrie de televisió Mob City. Va assenyalar que «molts còmics es van combinar pel color, l'estil i els teixits» de Nova York dels anys quaranta. A causa de la gran quantitat d'acció de la sèrie, els teixits «amb la sensació i la textura de la dècada de 1940» van haver d'abastir-se en grans quantitats, per permetre la creació de quatre, cinc o més de cada vestit. El procés d'Ottobre-Melton «per a cada episodi, [és] llegir primer el guió i, a continuació, buscar fotos històriques relacionades amb el qual es tracta de l'episodi. Després vaig triar els teixits, per començar a dissenyar els vestits.»

#### Attrezzo
A l'hora de crear els gadgets per a la sèrie, els escriptors van assenyalar la necessitat de combinar la configuració del període amb la influència de Howard Stark, que obre la porta a «coses fantàstiques per al període». Van treballar estretament amb el departament d'attrezzo per desenvolupar una tecnologia que sembli “retro i futurista alhora”, amb Fazekas explicant que l'objectiu era evitar una mirada de ciència-ficció, de manera que els aspectes fantàstics estaven reservats únicament per a la seva funció mentre que l'estètica fos. mantinguda dins dels regnes d'aquest període.

### Filmació
El rodatge de la sèrie va tenir lloc a Los Angeles, i la segona temporada es va traslladar de la ciutat de Nova York a Los Angeles amb la segona temporada. Gabriel Beristain, cinematògraf del One-Shot i la primera temporada de la sèrie, va utilitzar una combinació de tecnologia digital moderna i tècniques analògiques tradicionals per replicar la sensació de les pel·lícules clàssiques que es van ambientar als anys quaranta, però també per tenir la comoditat i coherència. de tecnologia moderna, com l'ús de la càmera digital Arri Alexa, juntament amb les lents Leica i les xarxes de difusió de seda. Edward J. Pei es va fer càrrec del cinematògraf per a la segona temporada. El coordinador d'acrobàcia Casey O'Neill, que també va treballar en el One-Shot i a Captain America: The Winter Soldier, va incorporar els estils de lluita específics dels personatges, com ara els combats de Carter més «entrenats per la CIA» o el més acrobàtic» estil inspirat en la Vídua Negra» de l'antagonista Dottie Underwood.

### Efectes visuals
Sheena Duggal exerceix com a supervisora d'efectes visuals, tornant en la mateixa capacitat del One-Shot Agent Carter, amb els efectes visuals de la sèrie creats per Industrial Light & Magic (ILM), Base FX i, posteriorment, DNeg TV. Duggal va treballar més a prop amb ILM, que es va coordinar amb Base i DNeg per assegurar un «flux de treball perfecte». La majoria dels efectes visuals de la sèrie se centren en extensions per representar la configuració del període, i també en aspectes més fantàstics com els invents de Howard Stark, la Zero Matter (matèria zero) i la intangibilitat de Jason Wilkes en la segona temporada.

### Música
El juny de 2014, Christopher Lennertz, que va compondre la música pel One-Shot Agent Carter, va parlar de treballar potencialment a la sèrie, dient que D'Esposito «em va dir l'estiu passat a la Comic-Con que hi havia una possibilitat que això es convertís en una sèrie. I va dir que si ell [D'Esposito] hi participava, també volia que hi estés implicat.» Al setembre de 2014, Lennertz va signar oficialment per la seva composició per a la sèrie. Lennertz va combinar tots els diferents elements d'estil de l'espectacle en la música, com barrejar elements de jazz i element de l'època, amb orquestra i elements electrònics. Lennertz va dir que «la idea que Peggy fos tan forta i tan intel·ligent, que volíem donar-li una sensació de valentia, tant de confiança com de força, però també intel·ligència. I volíem assegurar-nos que la gent s'allunyava del fet que podia ser dura i que fos molt intel·ligent.» Un àlbum de banda sonora de la primera temporada es va publicar a iTunes l'11 de desembre de 2015, i el senzill «Whatcha Gonna Do (It's Up To You)» de la segona temporada va ser llançat el 18 de març de 2016.

### Creuaments amb altres produccions del Marvel Cinematic Universe
Com que Carter procedia de les pel·lícules, els copresidents de Marvel Studios Feige i D'Esposito «estaven molt dedicats en la sèrie i han estat molt col·laboradors i molt generosos amb el seu món». Markus, parlant del lloc de la sèrie en l'arquitectura més gran de la MCU, després va dir que «realment només cal deixar caure el mínim aspecte i la seva connexió. No cal anar-hi: «Howard Stark porta els mateixos pantalons que porta Tony»... Tot es millora només pel coneixement que està connectat.» Butters va dir: «Sempre volem sentir que ens veieu com una peça del [MCU]. Però, a causa del nostre període, anem una mica per lliure».
El juliol de 2014, Fazekas va explicar la relació de la sèrie amb el One-Shot dient: «El curt és realment la base de la sèrie. [Carter] treballa a la SSR, postguerra... Si penseu que el curt és una mena de final de la sèrie, la sèrie seria la que portaria a aquest moment en què va ser assignada a SHIELD.» Markus va reiterar-ho el gener de 2015, però va reconèixer que seria més difícil mantenir la continuïtat amb el curt quan més temps fessin la sèrie. La primera temporada introdueix els orígens dels programes Black Widow i Winter Soldier, que apareixen en diverses pel·lícules MCU, mentre que la segona temporada mostra el descobriment de la Darkforce (coneguda com a Zero Matter a la sèrie), que anteriorment apareixia a Agents de SHIELD i té relació amb Doctor Strange i amb Cloak.

## Publicació

### Emissió
Agent Carter es va emetre a ABC als Estats Units, en 720p d' alta definició i so envoltant 5.1. També es va emetre a CTV al Canadà i TV2 a Nova Zelanda. A l'octubre de 2014, Channel 4, el canal que emetia Agents de SHIELD al Regne Unit, va declarar que no tenien «plans actuals [per emetre] Agent Carter». El juny de 2015, FOX UK va comprar els drets d'emissió per al Regne Unit, i la sèrie es va estrenar el 12 de juliol de 2015. Al febrer de 2016, la sèrie es va anunciar que s'emetria a 7flix d'Austràlia.

### Home media
| Temporada | Data de publicació de DVD i Blu-ray | Data de publicació de DVD i Blu-ray | Data de publicació de DVD i Blu-ray |
| Temporada | Regió 1                             | Regió 2                             | Regió 4                             |
| --------- | ----------------------------------- | ----------------------------------- | ----------------------------------- |
| 1         | 18 de setembre de 2015              | 30 de novembre de 2015              | 7 de desembre de 2016               |
| 2         | TBA                                 | 5 de desembre de 2016               | 1 de març del 2017                  |

La primera temporada completa va estar disponible en Blu-ray i DVD el 18 de setembre de 2015, com a exclusiva d'Amazon.com. El 29 de novembre de 2017, Hulu va adquirir els drets de reproducció exclusius de la sèrie. Les dues temporades d'Agent Carter es van posar a disposició a Disney+ en el seu llançament, el 12 de novembre de 2019.

## Recepció

### Audiència
| Temporades | Temporades | Nielsen ratings                          | Nielsen ratings                        | Nielsen ratings                                    | Nielsen ratings | Nielsen ratings     |
| Temporades | Temporades | Estrena total d'espectadors (en milions) | Final total d'espectadors (en milions) | Mitjana total d'espectadors, inc. DVR (en milions) | Rank            | 18–49 rating (rank) |
| ---------- | ---------- | ---------------------------------------- | -------------------------------------- | -------------------------------------------------- | --------------- | ------------------- |
|            | 1          | 6.91                                     | 4.02                                   | 7.61                                               | 29              | 2.3 (46)            |
|            | 2          | 3.18                                     | 2.35                                   | 4.37                                               | 109             | 1.4 (88)            |

Maureen Ryan, de Variety, va culpar de la poca audiència de les dues temporades a «les qüestionables decisions de planificació» preses pel llavors president de l'ABC, Paul Lee, dient que la sèrie «ha rebut una promoció poc brillant, especialment [per a la seva segona temporada]. El nou llançament de la segona temporada va incloure una data canviada d'estrena i episodis de difícil accés per endavant al temible mitjà de premsa de Marvel. La primera temporada completa només va estar disponible a ABC.com dies abans que comencés la segona temporada, cosa que va frustrar els espectadors que podrien haver volgut saltar a bord amb antelació.»

### Resposta de la crítica
| Temporada | Temporada | Resposta crítica    | Resposta crítica   |
| Temporada | Temporada | Rotten Tomatoes     | Metacritic         |
| --------- | --------- | ------------------- | ------------------ |
|           | 1         | 96% (46 comentaris) | 72 (27 comentaris) |
|           | 2         | 76% (21 comentaris) | N/D                |

El lloc web d'agregador de revisions Rotten Tomatoes va obtenir una aprovació del 96% amb una qualificació mitjana de 7,92/10 basada en 46 comentaris de la primera temporada. El consens del lloc web es diu: «Centrar-se en Peggy Carter primer com a persona i en segon lloc com a heroïna d'acció fa que Agent Carter de Marvel sigui un drama guanyador i elegant amb esclats d'emoció i un subcurrent de diversió descarada». La segona temporada va obtenir un 76% d'aprovació amb una puntuació mitjana de 7,96/10 basada en 21 comentaris. El consens del lloc web diu: «Un trasllat de Nova York a Hollywood dona a l'agent Carter un nou territori per explorar, ja que la sèrie continua buscant un argument tan dinàmic com la seva heroïna». Metacritic, que utilitza una mitjana ponderada, va assignar una puntuació de 73 sobre 100 basada en 30 revisions, cosa que indica «comentaris generalment favorables» per a la sèrie en general.

### Reconeixements
| Any  | Premi                                   | Categoria                                                                                           | Destinatari          | Resultat | Ref.          |
| ---- | --------------------------------------- | --------------------------------------------------------------------------------------------------- | -------------------- | -------- | ------------- |
| 2015 | Premis Saturn                           | Millor sèrie de televisió d'adaptació de superherois                                                | Agent Carter         | Nominat  | [ 89 ] [ 90 ] |
| 2015 | Premis Saturn                           | Millor actriu d'una sèrie de televisió                                                              | Hayley Atwell        | Nominat  | [ 89 ] [ 90 ] |
| 2015 | Premis Saturn                           | Millor interpretació de convidats en sèries de televisió                                            | Dominic Cooper       | Nominat  | [ 89 ] [ 90 ] |
| 2016 | Premis Visual Effects Society           | Efectes visuals destacats en un episodi fotoreal                                                    | "Now is Not the End" | Nominat  | [ 91 ]        |
| 2016 | Make-Up Artists and Hair Stylists Guild | Sèries de televisió i nous mitjans de comunicació: millor període i / o estilisme per a personatges | Agent Carter         | Nominat  | [ 92 ]        |
| 2016 | Premis Saturn                           | Millor sèrie d'adaptació a superherois                                                              | Agent Carter         | Nominat  | [ 93 ]        |

## Cancel·lació
A propòsit de la renovació de la sèrie per a una tercera temporada després de la seva poca audiència, Ryan va dir que «deixar morir l'espectacle seria un greu error per a la xarxa i per al major conglomerat Disney-ABC... Actualment, les propietats d'entreteniment s'han de veure no només des de la lent de les seves valoracions (per descomptat feble per a Agent Carter). S'han de valorar en el context del valor global que aporten a qualsevol colòs de l'entreteniment i el que Agent Carter afegeix a Disney-ABC és simplement massa valuós per renunciar ... [aportant] alguna cosa diferent a la cartera de superherois de la companyia.» Ella va suggerir si ABC no renovava la sèrie per a la seva emissió, hauria d'explorar altres oportunitats, com ara debutar a la seva aplicació en línia Watch ABC o vendre-la a Netflix. Ryan també va creure que Marvel «podria copiar el que fa CBS amb Star Trek» creant un servei de subscripció per una quota mensual, on els consumidors podrien accedir a les pel·lícules i programes de televisió de Marvel «així com exclusives premium com una tercera temporada d' Agent Carter». Ryan va concloure: «Una tercera temporada de Agent Carter podria ajudar a consolidar la posició de Marvel no només entre els fans femenins, sinó amb tothom qui aprecia narració excel·lent i aventurera.»
Al març del 2016, Fazekas va dir que els productors se sentien «malament» amb les possibilitats d'una tercera temporada a causa de la baixa visualització de la sèrie, i va afegir que «la encantaria veure-la en directe, encara que sigui d'una altra forma, digital o qualsevol altra cosa. Dubto que hi hagi un paper per a Netflix». També va afegir que ABC volia algun tipus de conclusió a la sèrie i, per tant, els escriptors i els productors trobarien la manera de concloure els fils argumentals oberts en cas que no es renovés. El 12 de maig de 2016, ABC va cancel·lar la sèrie.
Loeb va afirmar a l'agost de 2016 que no entenia la cancel·lació, ja que «no hi va haver converses» sobre el futur de la sèrie entre ABC i Marvel, mentre que aquesta només va rebre una trucada d'ABC dient que Agent Carter es cancel·lava. Va afegir que, ja que les xarxes decideixen quin contingut voldrien de Marvel Television, «si algú vol trucar i dir:» Volem un Agent de Carter de dues hores [especial de cinema] per al maig del 2017, « boom. Farem la pel·lícula més gran d' Agent Carter que poguem.» Atwell va afegir que tampoc no va formar part de la conversa per cancel·lar la sèrie i la va anomenar «una cosa política en xarxa", ja que ABC volia que encapçalés el drama més «principal» de la Conviction «per obtenir les seves valoracions» en lloc de quedar-se a Agent Carter, que Atwell va considerar que havia guanyat uns «seguidors de culte». Després de les especulacions sobre una revàlida per a la sèrie per Netflix, el màxim responsable de continguts Ted Sarandos va declarar que el servei de transmissió va passar a reviure Agent Carter, ja que «cerca marques realment originals per ser-ne propietàries i en aquest espai Marvel ja tenim» sèries original de Marvel. També va afegir que, a causa de les «complexitats de tractes» de la radiodifusió internacional existents, Netflix no hauria estat capaç de transmetre Agent Carter a nivell mundial, ja que «alguns d'aquests socis de sortida encara la tenien a l'aire, per la qual cosa argumentarien la seva cobertura per la seva sortida [d'ofertes] Malauradament, va ser una decisió empresarial més que creativa».

## Futur
D'Arcy va tornar al paper de Jarvis a la pel·lícula MCU Avengers: Endgame (2019), marcant la primera vegada que un personatge introduït en una sèrie de televisió MCU apareix en una pel·lícula MCU. Tot promovent Endgame, Markus i McFeely van preguntar-se sobre la possibilitat que Agent Carter pogués reviure pel nou servei de streaming Disney + de Disney. McFeely va reconèixer que el fan de base de la sèrie estava «realment dedicat", però no estava segur si hi havia prou suport per justificar el cost de la sèrie.